# Николай Петрини
Николай Александрович Петрини e български политик от Българския земеделски народен съюз (БЗНС). След Деветоюнския преврат е сред водачите на крайнолявото крило в партията и ръководител на създадената от него паравоенна организация, планираща въоръжени акции срещу правителството в сътрудничество с Българската комунистическа партия (тесни социалисти).

## Биография
Николай Петрини е роден на 4 декември 1889 година в Ямбол в семейството на бивш руски офицер, останал на служба в Българската армия. Учи в еврейско училище и от малък владее идиш и немски заедно с български, руски и турски, научава и френски. Завършва Военното училище в София. По време на Балканската война 1912 – 1913 участва като доброволец в Македоно-одринското опълчение. Служи във Втора рота на Седма кумановска дружина. Носител е на орден „За храброст“ ІV степен.
След войната остава на военна служба. Участва и в Първата световна война 1914 – 1918. По време на управлението на БЗНС (1920 – 1923) служи в гражданското въздухоплаване.
Става член на БЗНС непосредствено преди Деветоюнския преврат. След Септемврийското въстание е сред водачите на левицата в съюза и застъпва гледището за единодействие между комунисти и земеделци (вижте – Трудов блок). На изборите през есента на 1923 г. е избран за народен представител. През 1924 – 1925 година Николай Петрини е един от основните участници в неуспешната подготовка на въоръжен преврат или въстание срещу правителството на Александър Цанков със сръбска помощ. Участва в т.нар. Земеделски революционен комитет заедно с Димитър Грънчаров, Христо Косовски и е делегиран от там във Военния комитет на организирания заедно с комунистите Единен фронт.
През април 1924 година той преминава нелегално българо-сръбската граница, участва в организирането на канали за пренасяне на оръжие в България и координира действията си с поддържаната от сръбското правителство земеделска и комунистическа емиграция в Белград.
На 11 юли 1924 г. Заминава за Виена и Прага където води разговори със Задграничното представителство за земеделско участие в прокомунистическия Селски интернационал. Той влиза в контакт с Георги Димитров с такова предложение, но комунистите го отхвърлят, тъй като смятат, че Петрини няма особено влияние в БЗНС и действията му са само лична инициатива. През август 1924 г. се среща с нелегално завърналия се в страната Коста Тодоров в село Грамада, Кулско. Ходи и в Белград по подготовката за въстание. Пише предговор към брошурата на Грънчаров „Блок на трудовата демокрация“. Сътрудничи на вестниците „Народна защита“ и „Народно знаме“.
През февруари 1925 година минава в нелегалност. Участва активно в подготовката на въоръжено въстание. По това време той действа в тясно сътрудничество с ръководителя на Военната организация на комунистите Коста Янков и е информиран предварително за планирания атентат в църквата „Света Неделя“, инструктирайки членовете на своята организация да се укрият в очакване на реакцията на властите. След извършването на атентата на 16 април 1925 г., при последвалите събития Петрини е арестуван заедно с Косовски и Марко Фридман в квартирата на Адела  Николова. Убит е на 17 април заедно Косовски в Дирекцията на полицията. Впоследствие на 11 май 1925 година заедно с Косовски е посмъртно осъден на смърт по делото „Фридман – Задгорски – Коев – Грънчаров – Петрини и други“ за атентата в църквата.
След Деветосептемврийския преврат е обявен за герой и жертва на антифашистката борба.